# Église Saint-Martin du Nizan
Pour les articles homonymes, voir Église Saint-Martin.
L'église Saint-Martin du Nizan est une église catholique située au Nizan, en France.

## Localisation
L'église, entourée de son cimetière, est située dans le département français de la Gironde, sur la commune du Nizan, au cœur du bourg.

## Historique
L'édifice construit, à l'origine, au XIe siècle est inscrit au titre des monuments historiques par arrêté du 5 octobre 1925 pour son abside et son chœur.

## Notes et références

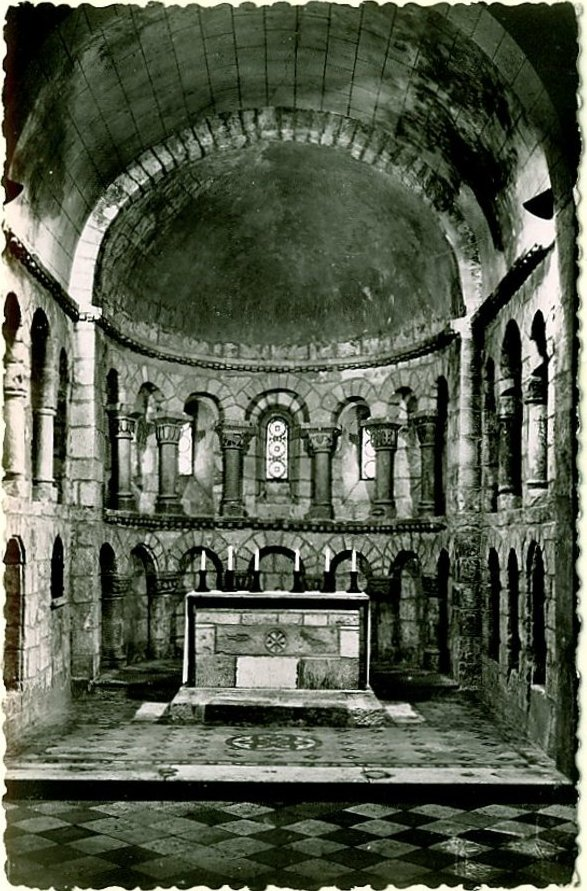
Le chœur
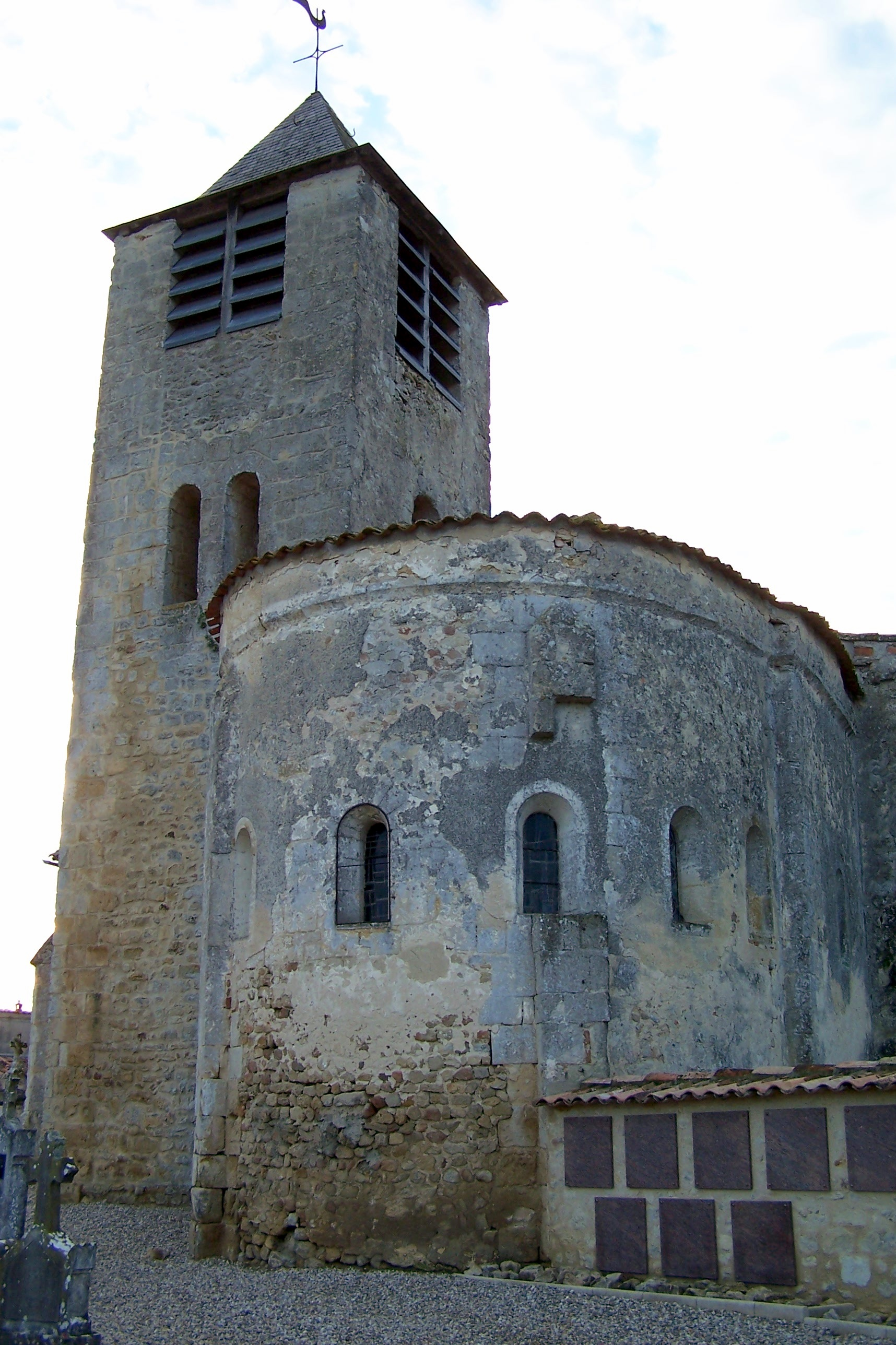
Le chevet (nov. 2010)
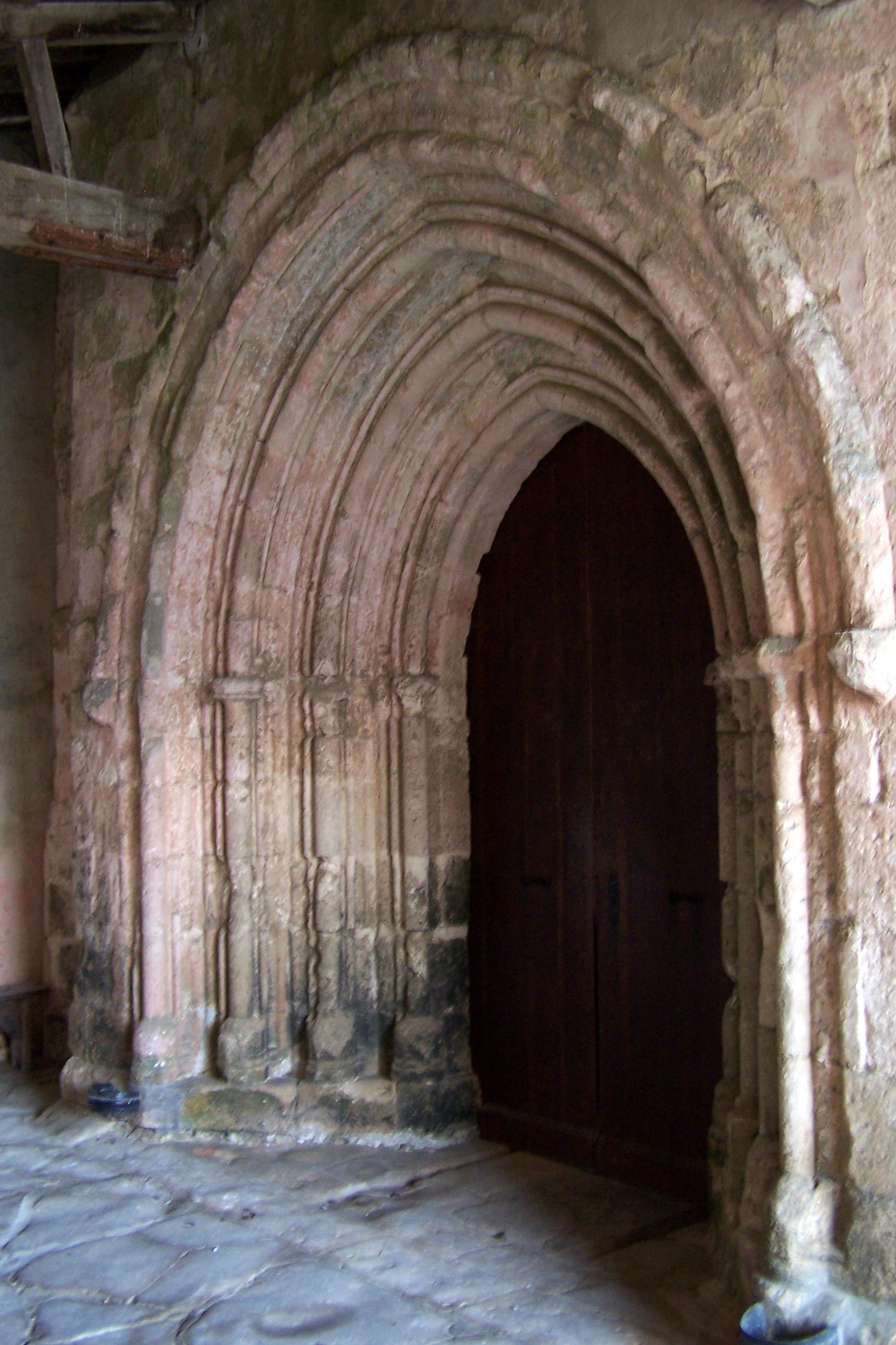
Le portail (nov. 2010)